# Höhenruder

Durch Höhenruder ausgelöste Bewegung

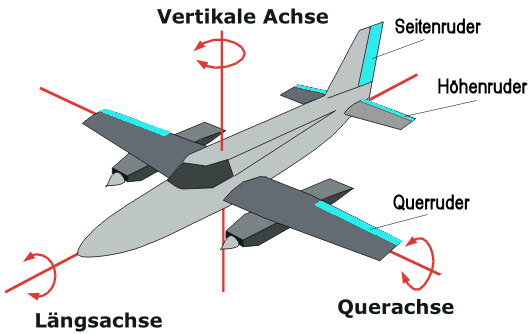
Raumachsen und Ruder eines Flugzeugs

Ein Höhenruder ist ein bewegliches Element an den unbeweglichen Höhenflossen des Höhenleitwerks am Heck eines Flugzeugs oder Luftschiffs. Durch die Stellung der Höhenruder ändert sich der Auftrieb am Heck. Das bewirkt eine meist leichte Drehung des gesamten Flugzeugs um die Querachse, was als Heben oder Senken der Flugzeugnase wahrgenommen wird. Gleichzeitig ändert sich der Anstellwinkel der Tragfläche und deren Auftrieb.

## Technik und Funktion
Es ist im Regelfall eine bewegliche horizontale Fläche im rückwärtigen Bereich der Leitwerksflosse, die sich mit dem Steuerknüppel oder Steuerhorn um eine Querachse nach oben oder unten bewegen lässt. Das Höhenruder kann auch an anderen Stellen des Flugzeuges angebracht sein. Das Flugzeug der Gebrüder Wright war eine sogenannte Canard-Konstruktion (Entenflügler) und hatte das Höhenruder vorn.
Das Höhenruder wird durch eine Trimmvorrichtung, z. B. eines Trimmruders, auch zur Längstrimmung eines Flugzeuges verwendet.
Wird das Höhenruder nicht mehr angeströmt, kann es nicht mehr zur Steuerung beitragen (Deep Stall). Das kann zum Kontrollverlust und bei niedriger Flughöhe zum Absturz des Flugzeugs führen. Da Flugzeuge mit T-Leitwerk (wie z. B. bei Boeing 727 oder Tupolew Tu-154) in kritischen Flugphasen eher zum Deep Stall neigen, wird diese Anordnung des Leitwerks bei neuen Verkehrsflugzeugen nur noch sehr selten angewendet.
Wird wie bei Nurflügelflugzeugen oder bei Deltaflüglern auf ein Leitwerk verzichtet, heißen die kombinierten Höhen- und Querruder Elevon.

## Pendelhöhenruder

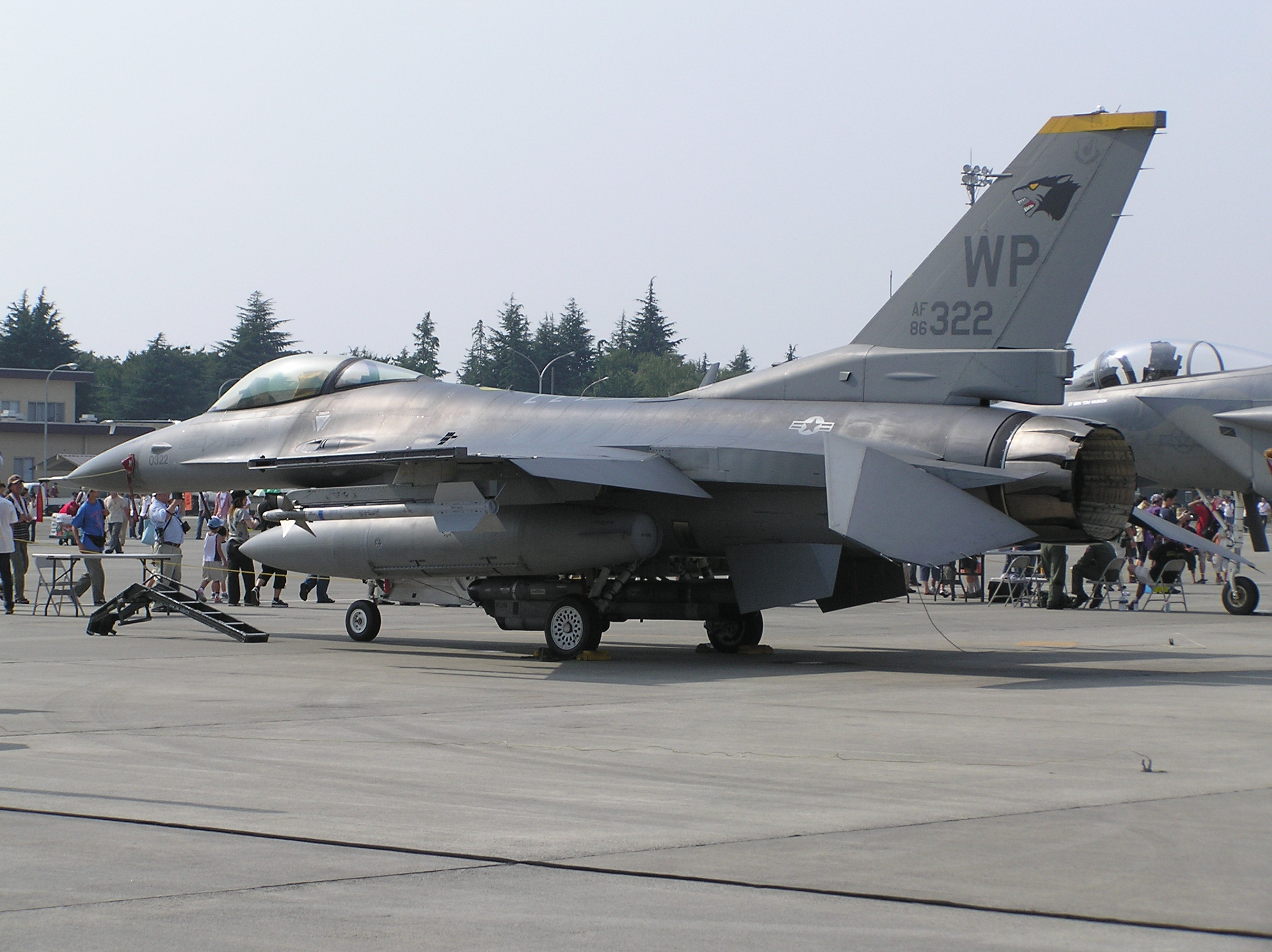
F-16 Fighting Falcon: Das ausgelenkte Pendelhöhenruder ist gut zu erkennen

Ein Pendelhöhenruder ist eine spezielle Ausführungsform des Höhenruders. Bei dieser Bauart wird die gesamte Leitwerksflosse um eine Achse gedreht, die nahe dem Druckpunkt verläuft. Das macht eine Unterteilung in Dämpfungsflosse und Ruderklappe überflüssig. Durch das Schwenken um diese Achse wird der Anstellwinkel und somit der Auftrieb verändert. Die Steuerbewegung kann bei mechanisch starr verbundenen Ruderhälften seitengleich sein, werden dem Pendelruder noch Steuerausschläge des Querruders überlagert und die Hälften unterschiedlich ausgeschlagen, spricht man von einem Taileron.
Seit den 1950er Jahren verwenden fast alle Hochleistungsflugzeuge, beginnend mit der North American F-86 und der Bell XS-1, ein Pendelhöhenruder. Aber auch Leichtflugzeuge wie zum Beispiel die Piper PA-28 oder die Cessna 177 verfügen teilweise über ein Pendelhöhenruder. Vereinzelt wird es auch bei Segelflugzeugen eingesetzt, beispielsweise bei der Schleicher ASW 15.